# 12 ربيع الآخر
- السبت
- الأحد
- الاثنين
- الثلاثاء
- الأربعاء
- الخميس
- الجمعة

- 2528 سبتمبر 2024
- 2629 سبتمبر 2024
- 2730 سبتمبر 2024
- 281 أكتوبر 2024
- 292 أكتوبر 2024
- 303 أكتوبر 2024
- 14 أكتوبر 2024
- 25 أكتوبر 2024
- 36 أكتوبر 2024
- 47 أكتوبر 2024
- 58 أكتوبر 2024
- 69 أكتوبر 2024
- 710 أكتوبر 2024
- 811 أكتوبر 2024
- 912 أكتوبر 2024
- 1013 أكتوبر 2024
- 1114 أكتوبر 2024
- 1215 أكتوبر 2024
- 1316 أكتوبر 2024
- 1417 أكتوبر 2024
- 1518 أكتوبر 2024
- 1619 أكتوبر 2024
- 1720 أكتوبر 2024
- 1821 أكتوبر 2024
- 1922 أكتوبر 2024
- 2023 أكتوبر 2024
- 2124 أكتوبر 2024
- 2225 أكتوبر 2024
- 2326 أكتوبر 2024
- 2427 أكتوبر 2024
- 2528 أكتوبر 2024
- 2629 أكتوبر 2024
- 2730 أكتوبر 2024
- 2831 أكتوبر 2024
- 291 نوفمبر 2024
- 302 نوفمبر 2024
- 13 نوفمبر 2024
- 24 نوفمبر 2024
- 35 نوفمبر 2024
- 46 نوفمبر 2024
- 57 نوفمبر 2024
- 68 نوفمبر 2024

12 ربيع الآخر أو 12 ربيع الثاني أو يوم 12 \ 4 (اليوم الثاني عشر من الشهر الرابع) هو اليوم الأوَّل بعد المائة (101) من أيَّام السنة (أو الثاني بعد المائة لو كان شهر صفر مُتممًا لليوم الثلاثين) وفق التقويم الهجري القمري (العربي). يبقى بعده 253 أو 254 يومًا لانتهاء السنة.

## أحداث
- 1226 هـ - افتتاح مدرسة الفنون الجميلة بمصر لأول مرة بعد أن تقدم إليها ما يقرب من 400 طالب، كان من بينهم عدد كبير من أصحاب المواهب.
- 1255 هـ - نشوب معركة نسيب بين الدولة العثمانية ووالي مصر محمد علي باشا والتي انتهت بهزيمة العثمانيين وفتحت الطريق أمام إبراهيم باشا للوصول إلى عاصمة دولة الخلافة لولا تدخل الدول الأوروبية الذي حال دون ذلك.
- 1330 هـ - سلطان المغرب عبد الحفيظ بن الحسن يعترف بالحماية الفرنسية على بلاده.
- 1355 هـ - افتتاح محطة إذاعة بغداد.
- 1378 هـ - انسحاب القوة الأمريكية من لبنان بعد أن هدأ الوضع بنهاية ولاية الرئيس كميل شمعون وانتخاب قائد الجيش فؤاد شهاب رئيسًا.
- 1408 هـ - الجمعية العامة للأمم المتحدة توافق بأغلبية 129 صوتًا على عقد مؤتمر دولي للسلام في الشرق الأوسط.
- 1423 هـ - زلزال يضرب غرب إيران ويودي بحياة 261 شخص.
- 1425 هـ - تنفيذ حكم الإعدام بسعوديين وكويتي قاموا باختطاف طفلة بالخامسة من عمرها وهتك عرضها ثم طعنها بالسكين وإخفاء معالم وجهها عن طريق التشويه واجتثاث رأسها، وتعد الجريمة من أبشع الجرائم في الكويت.
- 1432 هـ - مجلس الأمن الدولي يتبنى قرارًا يقضي بفرض حظر طيران فوق الأجواء الليبية عدا رحلات طائرات الإغاثة مع اتخاذ كافة التدابير الضرورية الأخرى لحماية المدنيين من قصف القوات الموالية للعقيد معمر القذافي، وذلك لمواجهة عمليات القصف التي تقوم بها القوات الحكومية لمواجهة الثورة المندلعة ضد نظام القذافي، وقد صوت على القرار الذي تبنته المملكة المتحدة وفرنسا والولايات المتحدة ولبنان 10 دول من الدول الأعضاء في المجلس، وامتنعت كل من روسيا والصين وألمانيا والبرازيل والهند عن التصويت.
- 1442 هـ - الأهلي المصري يحقق لقبه التاسع في دوري أبطال أفريقيا، بعد فوزه على الزمالك المصري في النهائي بنتيجة 2–1.

## مواليد
- 400 هـ - عبد الملك بن سراج، عالم مسلم ولغوي أندلسي.
- 1288 هـ - محمد توفيق نسيم باشا، رئيس وزراء مصر.
- 1307 هـ - عبد الحميد بن باديس، مصلح اجتماعي ورائد النهضة الإسلامية في الجزائر، ومؤسس جمعية العلماء المسلمين الجزائريين.
- 1325 هـ - أحمد المستنبط، فقيه إيراني - عراقي.
- 1335 هـ -
  - كمال جنبلاط، سياسي ومفكر وفيلسوف لبناني ومؤسس الحزب التقدمي الاشتراكي ومن أعلام العروبة.
  - عبد الرحمن بدوي، فيلسوف مصري.
- 1373 هـ - عبد الرحمن العقل، ممثل كويتي.
- 1378 هـ - نصر حماد، ممثل مصري.
- 1392 هـ - أحلام حسن، ممثلة كويتية.

## وفيات
- 241 هـ - أحمد بن حنبل، إمام وفقيه وعالم مسلم وصاحب المذهب الحنبلي.
- 677هـ - ابن الظهير الإربلي، فقيه حنفي وأديب عراقي.
- 1352هـ - عبد الله بن أحمد العجيري، شاعر وراوي وأديب سعودي.
- 1381 هـ - فردوس محمد، ممثلة مصرية.
- 1443 هـ - زهير رمضان، ممثل سوري.

## وصلات خارجية
- موقع قصة الإسلام: حدث في شهر ربيع الأوَّل.